# Lunel

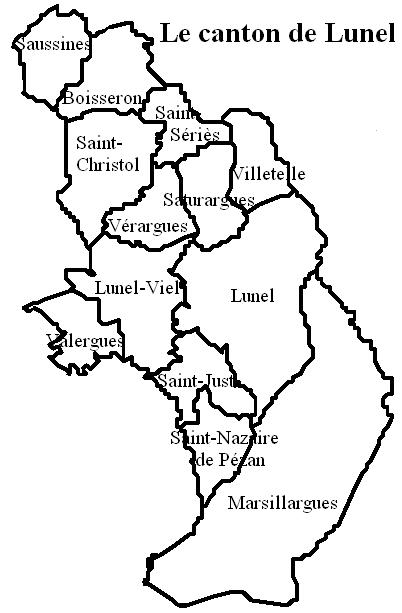
The Tổng Lunel

Lunel là một xã thuộc tỉnh Hérault trong vùng Occitanie nước Pháp. Xã này nằm ở khu vực có độ cao trung bình mét trên mực nước biển. Dân số thời điểm năm 1999 là 24525 người.
Lunel có cự ly 21 km (13 mi) về phía đông Montpellier và 28 km (17 mi) về phía tây bam Nîmes (Gard).
Lunel là nơi sinh của Louis Feuillade (1873-1925).